# Nino Everaers
Nino Everaers Maastricht, (8 augustus 1999) is een Nederlands voetballer die als middenvelder voor SV Meerssen speelt.

## Carrière
Nino Everaers speelde tot 2018 in de jeugd van MVV Maastricht, waarna hij bij Jong MVV aansloot. Ook zit hij regelmatig bij de selectie van het eerste elftal. Hij debuteerde voor MVV op 9 november 2018, in de met 3-2 verloren uitwedstrijd in de Eerste divisie tegen FC Volendam. Everaers kwam in de 66e minuut in het veld voor Doğan Gölpek. Everaers verruilde in Mei 2020 MVV Maastricht voor SV Meerssen.

### Statistieken
| Seizoen                        | Club           | Land           | Competitie     | Competitie | Competitie | Beker | Beker | Totaal | Totaal |
| Seizoen                        | Club           | Land           | Competitie     | Wed.       | Dlp.       | Wed.  | Dlp.  | Wed.   | Dlp.   |
| ------------------------------ | -------------- | -------------- | -------------- | ---------- | ---------- | ----- | ----- | ------ | ------ |
| 2018/19                        | MVV Maastricht | Nederland      | Eerste divisie | 10         | 0          | 0     | 0     | 10     | 0      |
| Carrièretotaal                 | Carrièretotaal | Carrièretotaal | Carrièretotaal | 10         | 0          | 0     | 0     | 10     | 0      |
| Bijgewerkt op 15 november 2018 |                |                |                |            |            |       |       |        |        |